# Felipe González

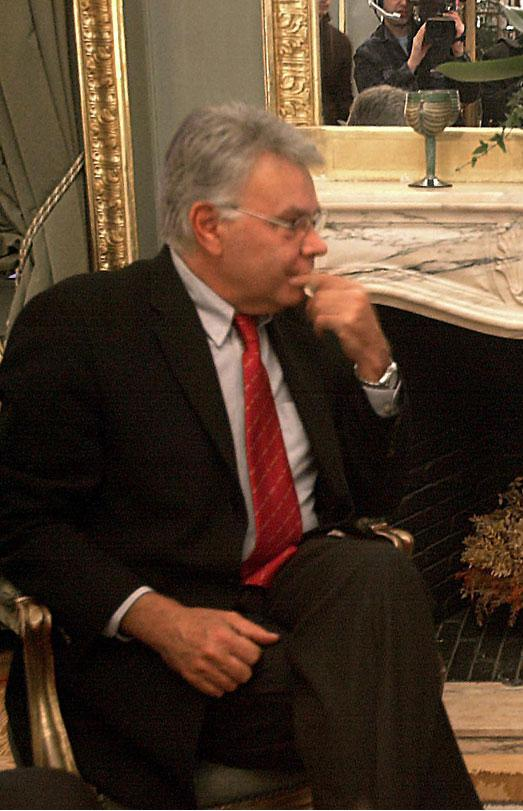
Felipe González (2004)

Felipe González Márquez (Dos Hermanas (Sevilla), 5 maart 1942) is een Spaans advocaat en politicus. Van 1982 tot 1996 was hij premier (presidente del gobierno) van Spanje en van 1974 tot 1997 secretaris-generaal van de PSOE, de Spaanse Socialistische Arbeiderspartij.

## Politieke carrière
In het begin van zijn studietijd was González christendemocraat en lid van twee rooms-katholieke organisaties. In 1962 trad hij toe tot de PSOE onder de schuilnaam "Isidoro". De PSOE was sinds 1939, het begin van het Franco-regime, illegaal. Van 1965 tot 1969 was González lid van het PSOE-comité in de provincie Sevilla. In 1966 studeerde hij af in de rechtsgeleerdheid en daarna verdedigde hij arbeiders in rechtszaken. In deze tijd organiseerde hij ook manifestaties aan de Universiteit van Sevilla. In 1969 trouwde hij met Carmen Romero.
In 1969 werd hij lid van het nationale comité van de PSOE en vanaf 1970 was hij onderdeel van het uitvoerend comité. Vanwege zijn deelname aan protesten tegen dictator Franco werd hij in 1971 gevangengezet.
Op het PSOE-congres in Suresnes (Frankrijk) in 1974 werd Felipe González tot secretaris-generaal van de PSOE gekozen. Dit betekende een overwinning van de jonge hervormingsgezinde vleugel over de traditiegerichte partijveteranen. Na de dood van Franco in 1975 werd González binnen het "Platform voor democratische convergentie" een van de leiders van de democratische oppositie, die in maart 1976 tot een overgangsregering toetrad. De PSOE werd in februari 1977 gelegaliseerd en nam op 15 juni deel aan de eerste algemene verkiezingen na het Francoregime. De partij kreeg daarbij 29,2% van de uitgebrachte stemmen en 118 zetels in het parlement, waarmee González oppositieleider werd.
Hij beijverde zich voor de omvorming van de marxistische PSOE tot een moderne socialistische partij, die alle lagen van de samenleving moest kunnen aanspreken. In november 1978 werd hij vicepresident van de Socialistische Internationale. Bij de nieuwe verkiezingen op 1 maart 1979 consolideerde de PSOE met 30,5% van de stemmen en 121 parlementszetels haar positie, maar ze bleef in de oppositie. González trad op het partijcongres van 17 mei terug als secretaris-generaal. Echter, hij werd op een speciaal bijeengeroepen congres met 85,9% van de stemmen van de afgevaardigden opnieuw in het ambt gekozen.

## Premierschap

### Sociale hervormingen
Op 28 oktober 1982 won de PSOE 48,3% van de stemmen en daarmee 202 van de 343 parlementszetels. Op 2 december werd Felipe González als opvolger van Leopoldo Calvo-Sotelo minister-president, en Alfonso Guerra zijn plaatsvervanger. De nieuwe regering wekte bij de Spaanse bevolking hoge verwachtingen over politieke verandering. González was zich ervan bewust dat hij voor een enorme uitdaging stond. In zijn regeringsverklaring stelde hij, dat 'Spanje zich moest ontworstelen aan een erfenis van eeuwen van achterlijkheid, repressie en isolement'. Onder González' regering werd onderwijs verplicht en gratis voor alle Spanjaarden tot 16 jaar, het universitair onderwijs bevorderd, een hervorming van het sociale zekerheidsstelsel doorgevoerd en abortus uit het wetboek van strafrecht gehaald, wat op weerstand stuitte bij de rooms-katholieke kerk.
González drong aan op liberalisering en hervorming van de Spaanse economie. Op 23 februari 1983 werd een wet tot nationalisatie van Rumasa uitgevaardigd, een bedrijvenconglomeraat dat op de rand van een faillissement verkeerde. Doel was om de investeringen van beleggers en de arbeidsplaatsen van zo’n 60.000 werknemers veilig te stellen. Deze maatregel leidde tot heftige protesten en voerde tot een zware juridische strijd, die pas in 1986 ten gunste van de regering beslecht werd.
Hoewel González in de verkiezingscampagne de schepping van 800.000 nieuwe arbeidsplaatsen had beloofd, leidde de hervorming van de Spaanse staalindustrie tot een golf van ontslagen, met name op het platteland. Toen de regering vergelijkbare maatregelen voor de noodlijdende havenindustrie ging treffen, kwamen er stakingen onder de havenwerknemers. De vakbond UGT riep op tot een nationale staking op 20 juni 1985 tegen de sociale hervormingen. Nog in datzelfde jaar begon de regering met een grote campagne voor gedeeltelijke of gehele privatisering van 200 staatsbedrijven en enkele honderden dochterondernemingen.
Een algemene staking op 14 december 1988 legde het land plat; vakbonden en de linkervleugel van de PSOE verweten González dat hij een ruk naar rechts had gemaakt. 

### Toetreding tot EU en referendum over NAVO
In 1986 werd Spanje, samen met Portugal, lid van de Europese Gemeenschap. Bij de parlementsverkiezingen van 22 juni haalde de PSOE 44,1% van de stemmen en 184 zetels. In hetzelfde jaar gaf González bij een volksraadpleging zijn steun aan een voortgezet lidmaatschap van Spanje van de NAVO. Dit was een duidelijke ommekeer ten opzichte van het vroegere standpunt van de socialistische partij. Zijn vriendschap met François Mitterrand en Helmut Schmidt leidde tot een politieke as Berlijn - Parijs - Madrid. Na de val van de Berlijnse Muur in 1989 bleek hij een van de weinige Europese regeringsleiders die hun onvoorwaardelijke steun gaven aan de Duitse hereniging. Spanje steunde de Verenigde Staten in de Golfoorlog van 1990-1991.

### Economische teruggang en corruptieschandalen
In 1989 verwierf de PSOE met 39,6% van de stemmen nog eenmaal de meerderheid in de volksvertegenwoordiging. Bij de verkiezingen van 6 juni 1993 haalde de partij met 38,8% van de stemmen, 159 parlementszetels en zij was toen op de steun van meerdere regionale partijen uit Catalonië en Baskenland aangewezen. De slechte economische situatie, een werkloosheidscijfer van 25%, verschillende corruptieschandalen en het overtreden van de wet door de staat bij de bestrijding van de terreurorganisatie ETA door middel van het geheime doodseskader GAL, mondden uit in de nederlaag van González’ partij bij de verkiezingen van 1996. José María Aznar van de conservatieve Partido Popular werd de nieuwe Spaanse premier. Felipe González trad daarna ook terug als partijvoorzitter. Hij behield zijn parlementszetel tot in het jaar 2000.

## Publicaties
- "Un discurso ético" (met Víctor Márquez Reviriego, 1982)
- "El Socialismo" (1997)
- "El futuro no es lo que era" (met Juan Luis Cebrián, 2001)
- "Memorias del futuro" (2003)